# True Blue (téléfilm)
Pour les articles homonymes, voir True Blue.
True Blue est un téléfilm américain réalisé par J.S. Cardone et diffusé en 2001 à la télévision.

## Fiche technique
- Scénario : J.S. Cardone
- Durée : 101 min
- Pays :  États-Unis

## Distribution
- Tom Berenger : Rembrandt Macy
- Lori Heuring : Nikki
- Pamela Gidley : Beck
- Barry Newman : Monty
- Soon-Tek Oh : Tiger
- Leo Lee : Benny Lee
- Richard Chevolleau : Toots
- Alec McClure : Bouton
- Yanna McIntosh : Anna